# Eralea
Eralea là một chi bướm đêm thuộc họ Cosmopterigidae.